# Liga de balonmano de Bosnia y Herzegovina
El Campeonato de balonmano de Bosnia y Herzegovina es la liga de balonmano más importante en Bosnia y Herzegovina. La liga es regulada por la Federación de balonmano de Bosnia y Herzegovina. Está compuesta por 16 equipos. El campeón clasifica a la Liga de Campeones de la EHF. El Segundo va a la Copa EHF, mientras que los tercero y cuarto van a la EHF Challenge Cup. El ganador de la copa de la liga accede a disputar la EHF cup Winner's Cup.

## Campeonatos regionales
| Año  | Balonmano Federación B & H | la República Srpska | Herzeg-Bosnia    | Eliminatoria     |
| ---- | -------------------------- | ------------------- | ---------------- | ---------------- |
| 1994 | Sloboda Tuzla Solana       | Borac Banja Luka    | -                | -                |
| 1995 | Sloboda Tuzla Solana       | Borac Banja Luka    | Izviđač Ljubuški | -                |
| 1996 | Sloboda Tuzla Solana       | Borac Banja Luka    | Izviđač Ljubuški | -                |
| 1997 | Bosna Visoko               | Borac Banja Luka    | Izviđač Ljubuški | -                |
| 1998 | Borac Travnik              | Borac Banja Luka    | Izviđač Ljubuški | Borac Travnik    |
| 1999 | Bosna Visoko               | Borac Banja Luka    | Izviđač Ljubuški | Bosna Visoko     |
| 2000 | RK Željezničar Sarajevo    | Borac Banja Luka    | Izviđač Ljubuški | Izviđač Ljubuški |
| 2001 | Gračanica                  | Borac Banja Luka    | Izviđač Ljubuški | no jugado        |

## Palmarés
- 2001-2002 HRK Izviđač
- 2002-2003 RK Bosna Sarajevo
- 2003-2004 HRK Izviđač
- 2004-2005 HRK Izviđač
- 2005-2006 RK Bosna Sarajevo
- 2006-2007 RK Bosna Sarajevo
- 2007-2008 RK Bosna Sarajevo
- 2008-2009 RK Bosna Sarajevo
- 2009-2010 RK Bosna Sarajevo
- 2010-2011 RK Bosna Sarajevo
- 2011-2012 RK Sloga Mobis
- 2012-2013 Borac Banja Luka
- 2013-2014 Borac Banja Luka
- 2014-2015 Borac Banja Luka
- 2015-2016 HRK Izviđač
- 2016-2017 Borac Banja Luka
- 2017-2018 HRK Izviđač
- 2018-2019 HRK Izviđač

### Títulos por club
| Club              | títulos | Años                                     |
| ----------------- | ------- | ---------------------------------------- |
| RK Bosna Sarajevo | 7       | 2003, 2006, 2007, 2008, 2009, 2010, 2011 |
| HRK Izviđač       | 6       | 2002, 2004, 2005, 2016, 2018, 2019       |
| Borac Banja Luka  | 4       | 2013, 2014, 2015, 2017                   |
| RK Sloga Doboj    | 1       | 2012                                     |

## Liga de balonmano femenina
| Temporada | Campeón             |
| --------- | ------------------- |
| 1998      | Interinvest, Mostar |
| 1999      | Interinvest, Mostar |
| 2000      | Interinvest, Mostar |

| Temporada | Campeón               |
| --------- | --------------------- |
| 2001-2002 | Zrinjski Mostar       |
| 2002-2003 | Ljubuški HO, Ljubuški |
| 2003-2004 | Galeb , Mostar        |
| 2004-2005 | Zrinjski Mostar       |
| 2005-2006 | Zrinjski Mostar       |
| 2006-2007 | Borac, Banja Luka     |
| 2007-2008 | Borac, Banja Luka     |
| 2008-2009 | Borac, Banja Luka     |
| 2009-2010 | Borac, Banja Luka     |
| 2010-2011 | Borac, Banja Luka     |
| 2011-2012 | Borac, Banja Luka     |
| 2012-2013 | Zrinjski Mostar       |
| 2013-2014 | Mira, Prijedor        |
| 2014-2015 | Grude, grude          |
| 2015-2016 | Grude, grude          |

Nota: Interinvest Mostar se fusionó con Zrinjski

### Campeones de las ligas regionales
| Temporada | campeona femenina    |
| --------- | -------------------- |
| 1993-1994 | Jedinstvo, Tuzla     |
| 1994-1995 | Jedinstvo, Tuzla     |
| 1995-1996 | Jedinstvo, Tuzla     |
| 1996-1997 | Jedinstvo, Tuzla     |
| 1997-1998 | Jedinstvo, Tuzla     |
| 1998-1999 | Zmaj od Bosne, Tuzla |
| 1999-2000 | Jedinstvo, Tuzla     |
| 2000-2001 | Gorica Iskra Bugojno |

| Temporada | campeona femenina   |
| --------- | ------------------- |
| 1994      | ?                   |
| 1994-1995 | ?                   |
| 1995-1996 | ?                   |
| 1996-1997 | ?                   |
| 1997-1998 | Interinvest, Mostar |
| 1998-1999 | Interinvest, Mostar |
| 1999-2000 | Interinvest, Mostar |
| 2000-2001 | ?                   |